# Созвездие добра
 Благотворительный фонд «Созвездие Добра» или Благотворительный фонд «Созвездие добра» имени Олега Журавского — российский негосударственный благотворительный фонд, занимающийся помощью детям-сиротам и детям, находящимся в сложной жизненной ситуации, а также поддержкой талантливых спортсменов и заслуженных ветеранов спорта.

## История
Официально фонд создали 28 марта 2017 года, но его история началась в 2008 году, когда Юрий Красовский и Олег Журавский, основали букмекерскую компанию «Лига Ставок», которая запустила программу корпоративно-социальной ответственности по поддержке детско-юношеского спорта и помощи заслуженным ветеранам спорта.
К 2017 году все социальные активности «Лиги Ставок» трансформировались в отдельное благотворительное направление, поэтому в марте 2017 года был создан благотворительный фонд «Созвездие Добра». Фонд ещё называют имени Олега Журавского (1969—2017), который ушёл из жизни в год основания «Созвездия Добра».
Основатель и президент «Лиги Ставок» Юрий Красовский входит в попечительский совет фонда «Созвездие Добра» вместе с Сергеем Прядкиным, Андреем Филатовым, Натальей Починок, Николаем Басковым, Александром Шумским, Дмитрием Певцовым и Виктором Коссом.

## Деятельность
Фонд работает по нескольким направлениям.
В 2017 году «Лига Ставок» выступила генеральным партнёром ежегодного киберспортивного турнира по FIFA 18 Strawberry Fields Cup 2017, организованного телеканалом Game Show и благотворительным фондом «Созвездие Добра». Призовые направили на строительство спортивной площадки социально-реабилитационного центра для несовершеннолетних в городе Ржеве.
С 20 мая 2020 года , под эгидой Минспорта России, фонд «Созвездие Добра» при поддержке «Лиги Ставок» реализует общероссийскую социальную программу «Лига ветеранов спорта», направленную на поддержку заслуженных ветеранов спорта пенсионного возраста. В настоящее время «Лига ветеранов спорта» работает  в 11 регионах РФ: в Москве, Санкт-Петербурге, Чувашии, Дагестане, Татарстане, Краснодарском крае, Астраханской, Брянской, Калининградской, Ростовской , и Челябинской областях; а участниками стали более 650 спортсменов .
В апреле 2020 года , в связи с пандемией COVID-19, для ресурсной помощи медучреждениям и медработникам «красной зоны» в регионах России Фонд создал программу «Оператор Добра» для помощи пострадавшим вследствие кризисных ситуаций. Согласно данным газеты Советский спорт всего программа охватила 50 больниц в 17 регионах России . В рамках программы запущено отдельное направление «Дети врачей» по поддержке сирот, чьи родители-медики погибли от коронавируса. Согласно аналитического отчёта НИУ «ВШЭ» «Вклад НКО в борьбу с пандемией: российский контекст» региональным больницам по всей России оказывалась разносторонняя помощь – это и финансовая помощь для создания дополнительных мест в больницах, и доставка горячего питания врачам, и покупка медицинских принадлежностей и средств индивидуальной защиты.
В октябре 2021 года, к 100-летию со дня основания детского дома города Азова, Фонд «Созвездие Добра» построил мини-футбольное поле, для воспитанников Азовского центра помощи детям.
В июле 2022 года «Лига Ставок» и Федерация гольфа Московской области в поддержку фонда «Созвездие Добра» собрали более миллиона рублей на строительство спортивной площадки для детей-сирот из Приволжского детского дома в Казани.
9 августа 2022 года состоялось открытие детской футбольной площадки, построенной фондом «Созвездие Добра», для воспитанников Центра помощи детям, оставшимся без попечения родителей «Ручеёк» в Астраханской области.
Согласно официальным отчётам фонда «Созвездие Добра» предоставляемым в Минюст России в 2020 году объём поступлений составил 28,877 миллиона рублей, а в 2021 году 18,313 миллиона рублей.
Партнёрами фонда являются: Федерация бокса России, Федерация хоккея России , спортивная платформа Фонда Росконгресс «РК-Спорт» .

## Оценка деятельности
В 2020 году фонд включён в Топ—20 в рейтинг прозрачности деятельности частных благотворительных фондов России по версии рейтингового агентства RAEX.
Фонд «Созвездие Добра» входит в Реестр социально ориентированных некоммерческих организаций, сформированный в соответствии с постановлением Правительства Российской Федерации от 30 июля 2021 года №1290 .
Программа «Лига ветеранов спорта» признана Лучшим социальным проектом 2021 года, а также получила государственную премию «Мы вместе»; программа «Оператор Добра» получила премию «Гражданская инициатива».